# Zoo de Hannover
El Erlebnis-Zoo Hannover (Zoo de Hannover) es uno de los zoológicos más antiguos (apertura en 1865) y espectaculares de Alemania, con una colección de 3.400 animales de todo el mundo en 237 especies (recuento enero de 2011). En 2010, con la apertura de Yukon Bay y un récord mundial con el nacimiento de cinco elefantes asiáticos, el Zoo de Hannover atrajo a más de 1.600.000 visitantes. 
El zoo se divide en siete mundos zoológicos, que recrean magníficamente el hábitat natural de los animales, sin barreras visibles para el visitante. Hay hasta nueve espectáculos al día donde los animales enseñan sus talentos naturales, recorrido en barco por el río Sambesi, singular mundo marino, camino de aventura, camino de la evolución, safaris guiados, gran parque infantil de aventura, y mucho más. 

## Recorrido
Un recorrido señalizado de 5 km de longitud lleva por los diferentes reinos de los animales:

### Sambesi
Sambesi recrea la sabana africana. Un río artificial pasa a pocos metros de distancia de jirafas, cebras, flamencos, etc. que vivien en su orilla. El viaje en barco dura algo más de 10 minutos y permite sacar fotos inolvidables. A pie se sigue después hasta el recinto de los leones. En el "Sahara Conservation Visitor Center" el zoo informa sobre sus intentos de reintroducir Addax en su hábitat natural en el norte de África.

### Monte de los gorilas
En la elevación más alta del zoo viven los gorilas en un paisaje fantástico - una apertura en la selva con cascada de agua y cuevas. A los pies del monte residen los monos más pequeños, los gibones, en una isla, y los chimpancés también se encuentran en esta parte del zoo.

### Yukon Bay
Yukon Bay recrea una pequeña ciudad desde la época de la fiebre del oro en Canadá con puerto, río, cañones y una antigua mina de oro, que sirve de entrada. Aquí viven lobos, caribús, bisontes y perros de la pradera. Desde el interior de un barco hundido en el puerto, se pueden observar osos polares, leones marinos y pingüinos bajo agua. Yukon Bay fue creado en colaboración con el Yukon Territory en Canadá. 

### Palacio de la jungla
Hace mucho tiempo, después de la muerte del último Maharajá, que la naturaleza ha reconquistado lo que es suyo. Hoy, en las ruinas del palacio indio y sus jardines viven imponentes elefantes asiáticos, tigres, leopardos, monos y serpientes. Vale la pena echar un vistazo al magníficamente decorado salón de fiestas y el espectáculo de los elefantes. 

### Outback
Tierra roja por donde se mira. Un antiguo molino de agua rota frente a la casa de campo en el viento. Canguros, wombats y emus cruzan el camino en "Australia".  

### Mullewapp
Mullewapp es un mundo de fantasía creado por el autor Helme Heine. En el Zoológico de Hannover, ese mundo se ha hecho realidad y miles de niños visitan cada año a los Tres Amigos y juegan con los animales pequeños que viven en esta parte del zoo.

### Meyers Hof (finca)
Siete antiguas casas regionales recrean el ambiente de la Baja Sajonia de hace 100 años. La finca es hogar para muchos animales domésticos que hoy en día casi han desaparecido. 

### Zoo de Invierno
Desde el año 2005, es otra de las grandes atracciones del zoo con pistas de patinaje, carruseles históricos, un pequeño mercado navideño, etc. 

### Galería de imágenes

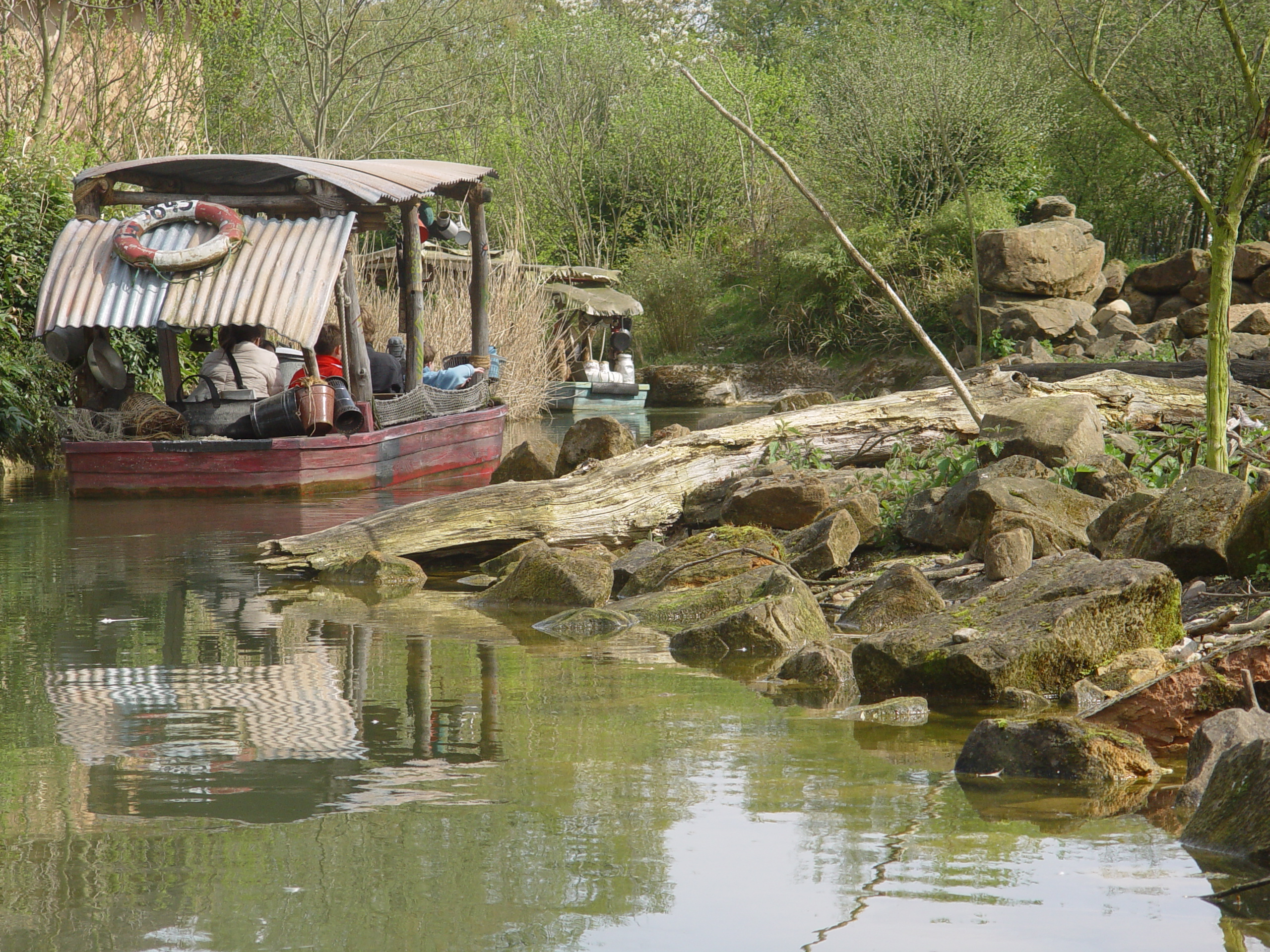
Paseo en bote por el zoo
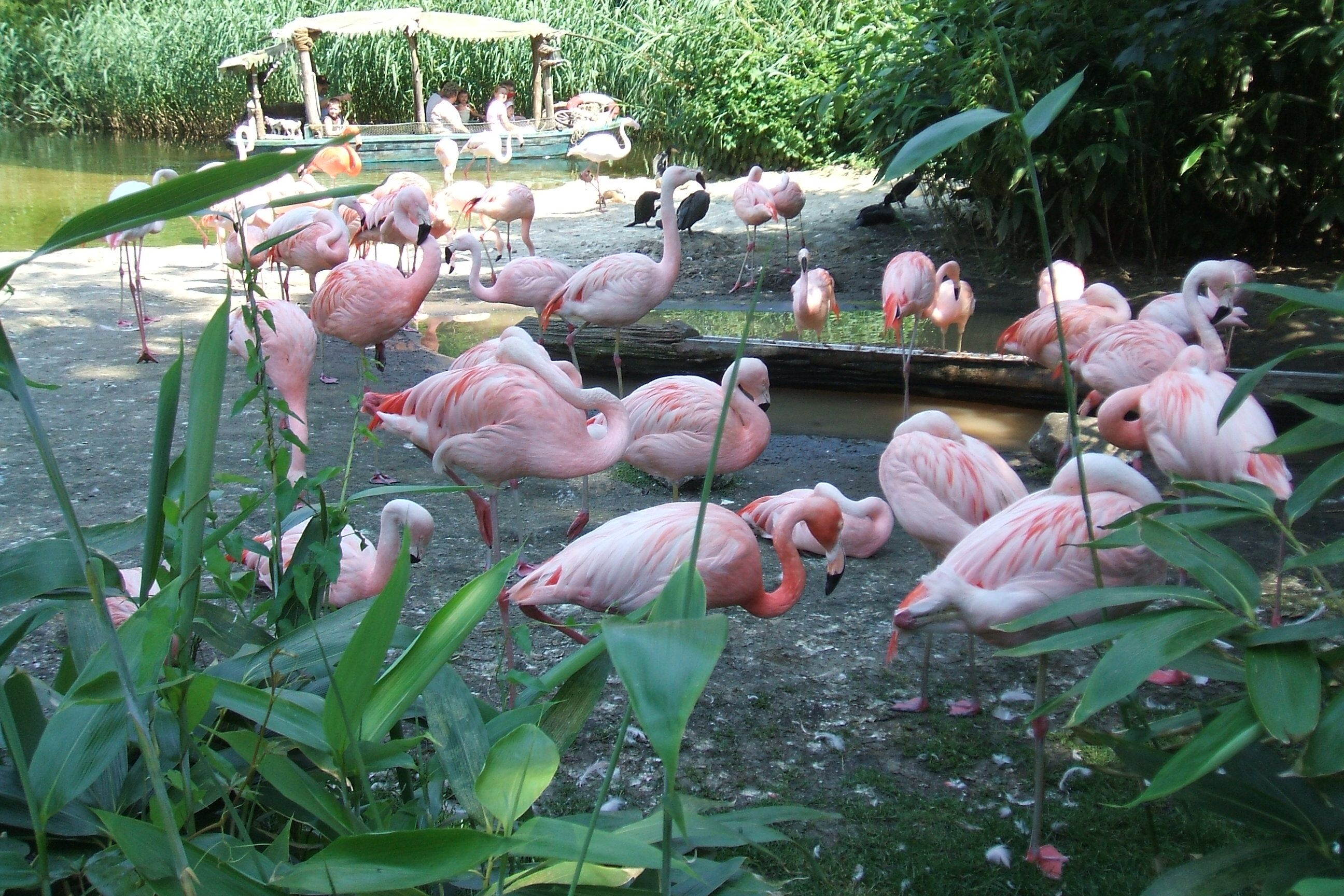
Flamencos en el zoo
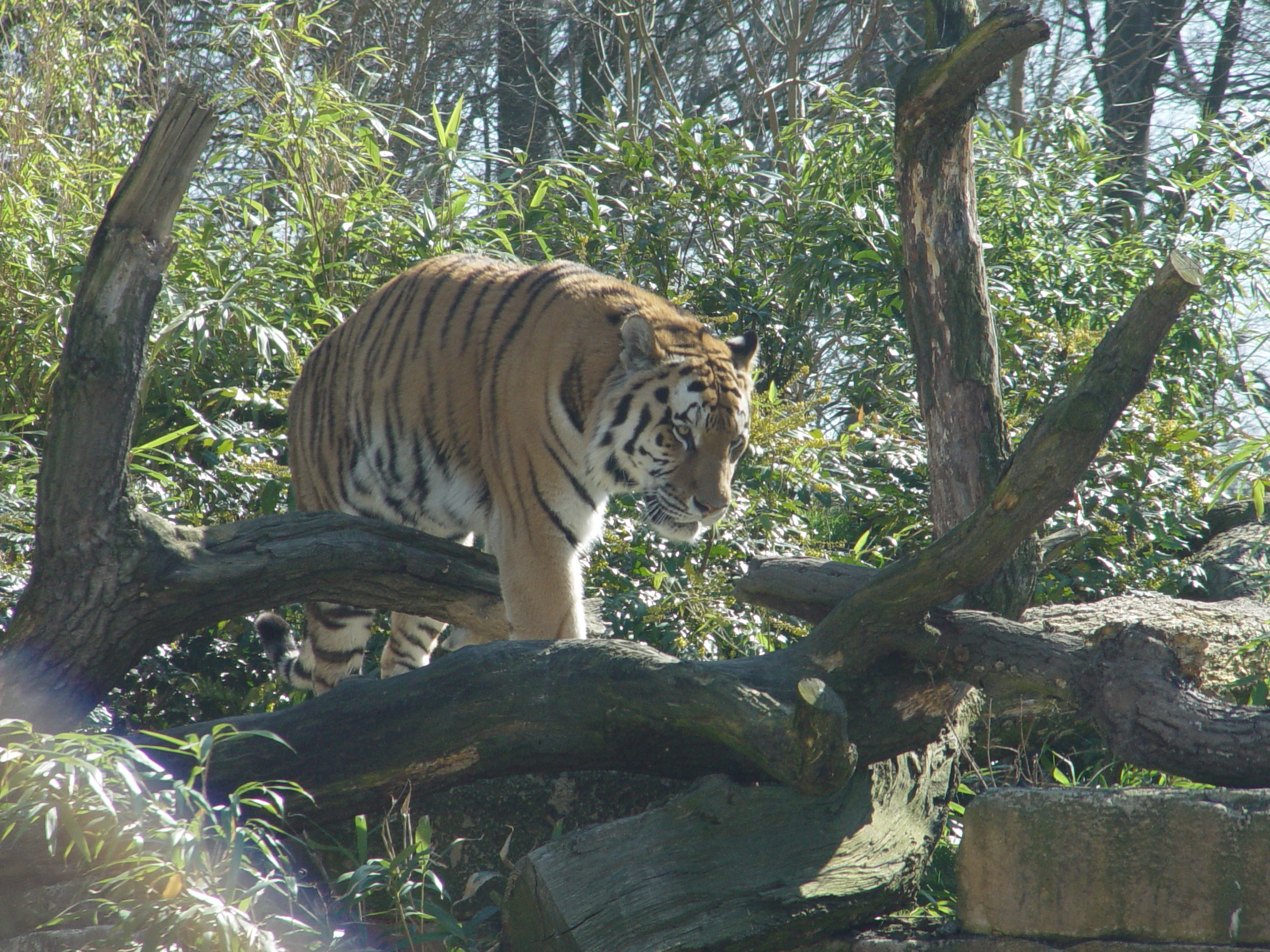
Tigre en el zoo